# Södra Böhmen
Södra Böhmen (tjeckiska: Jihočeský kraj) är en administrativ region (kraj) i Tjeckien. Regionens huvudort är České Budějovice. Södra Böhmen är den region som är mest glesbefolkad av alla Tjeckiens regioner.

## Distrikten i Södra Böhmen
Indelat i 7 distrikt (okres):
- České Budějovice
- Český Krumlov
- Jindřichův Hradec
- Písek
- Prachatice
- Strakonice
- Tábor

## Bildgalleri

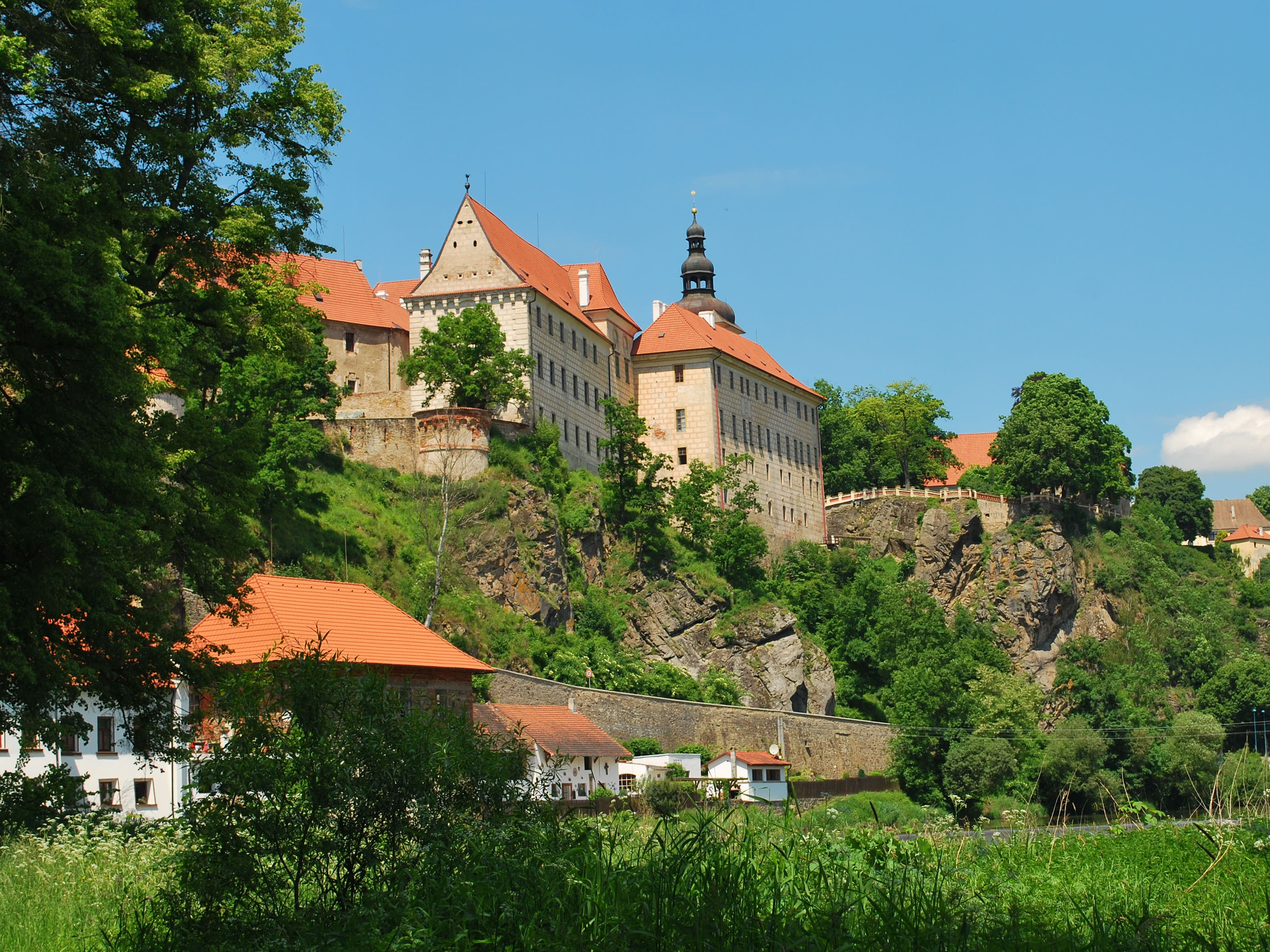
Slott i Bechyně.
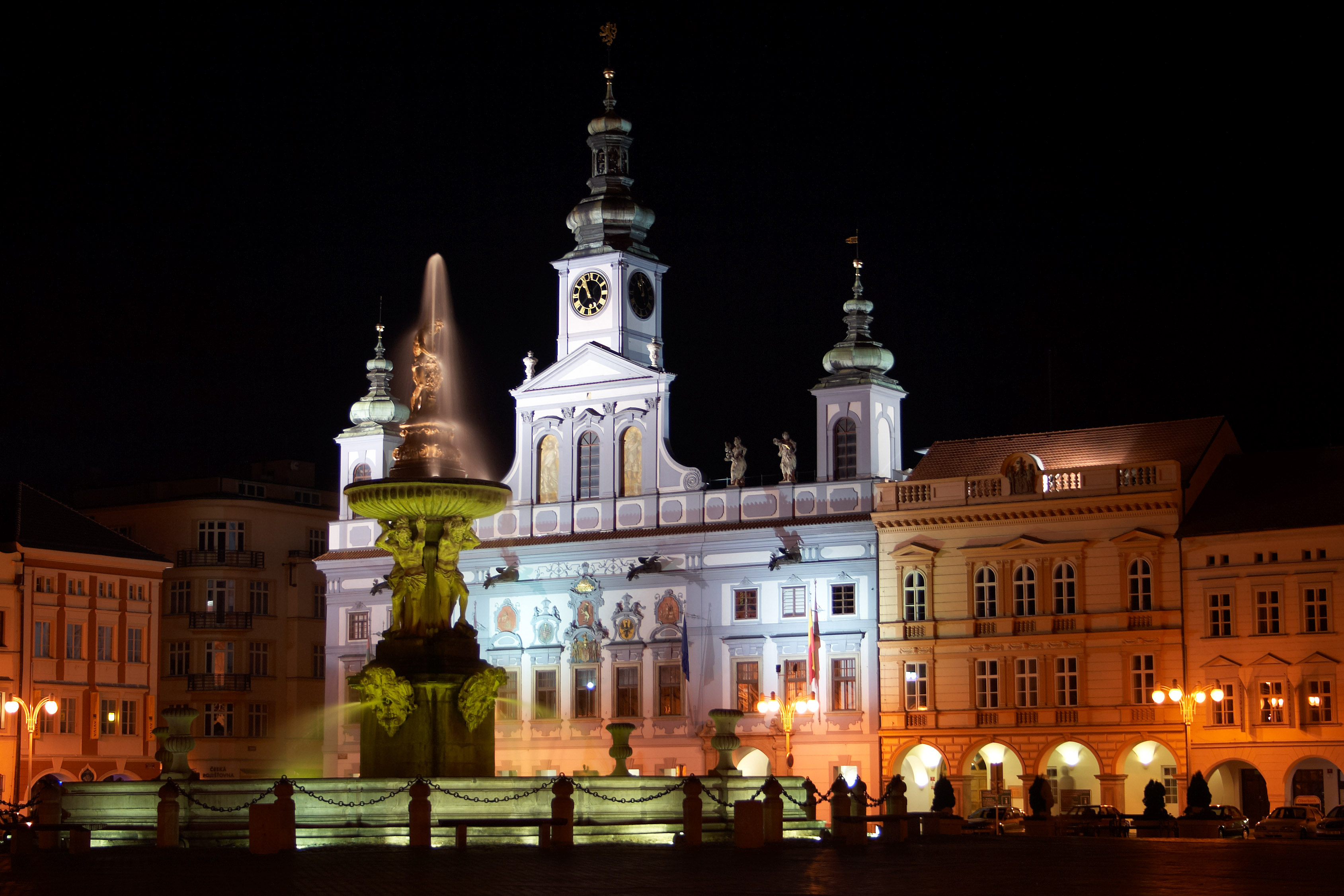
Přemysl Otakar II:s torg i České Budějovice.
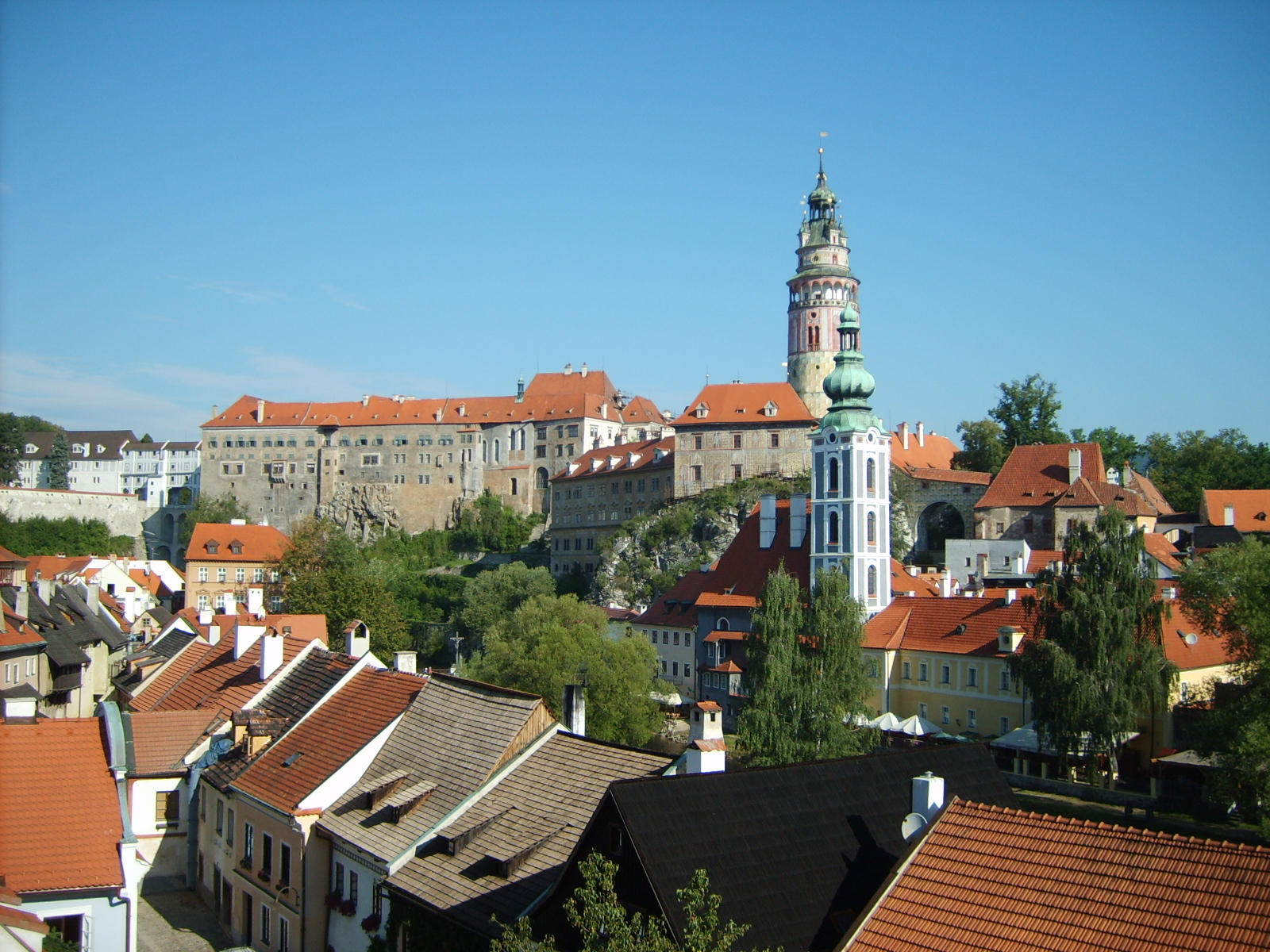
Slott i Český Krumlov.
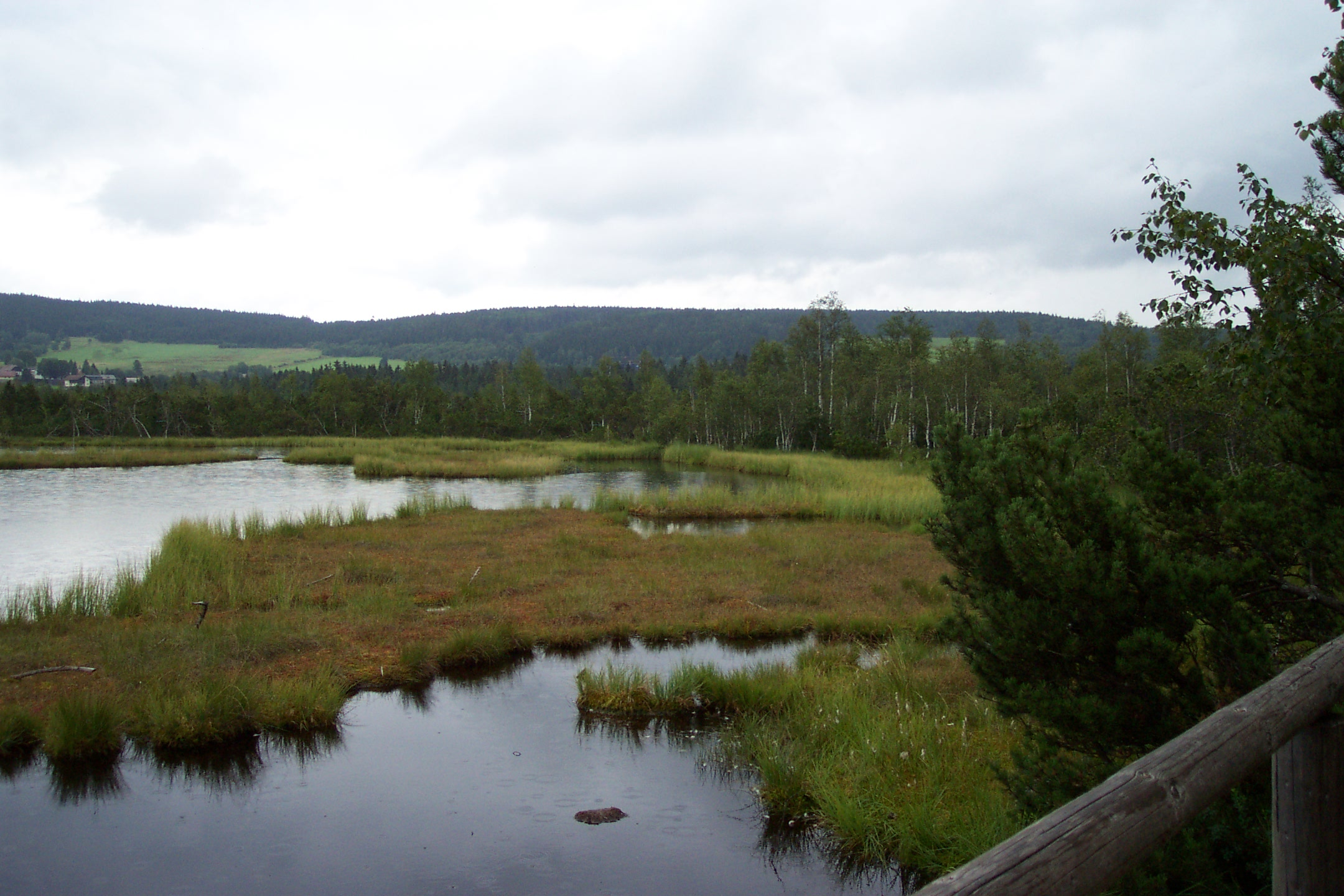
Chalupská slať i närheten av Borová Lada (Šumava).
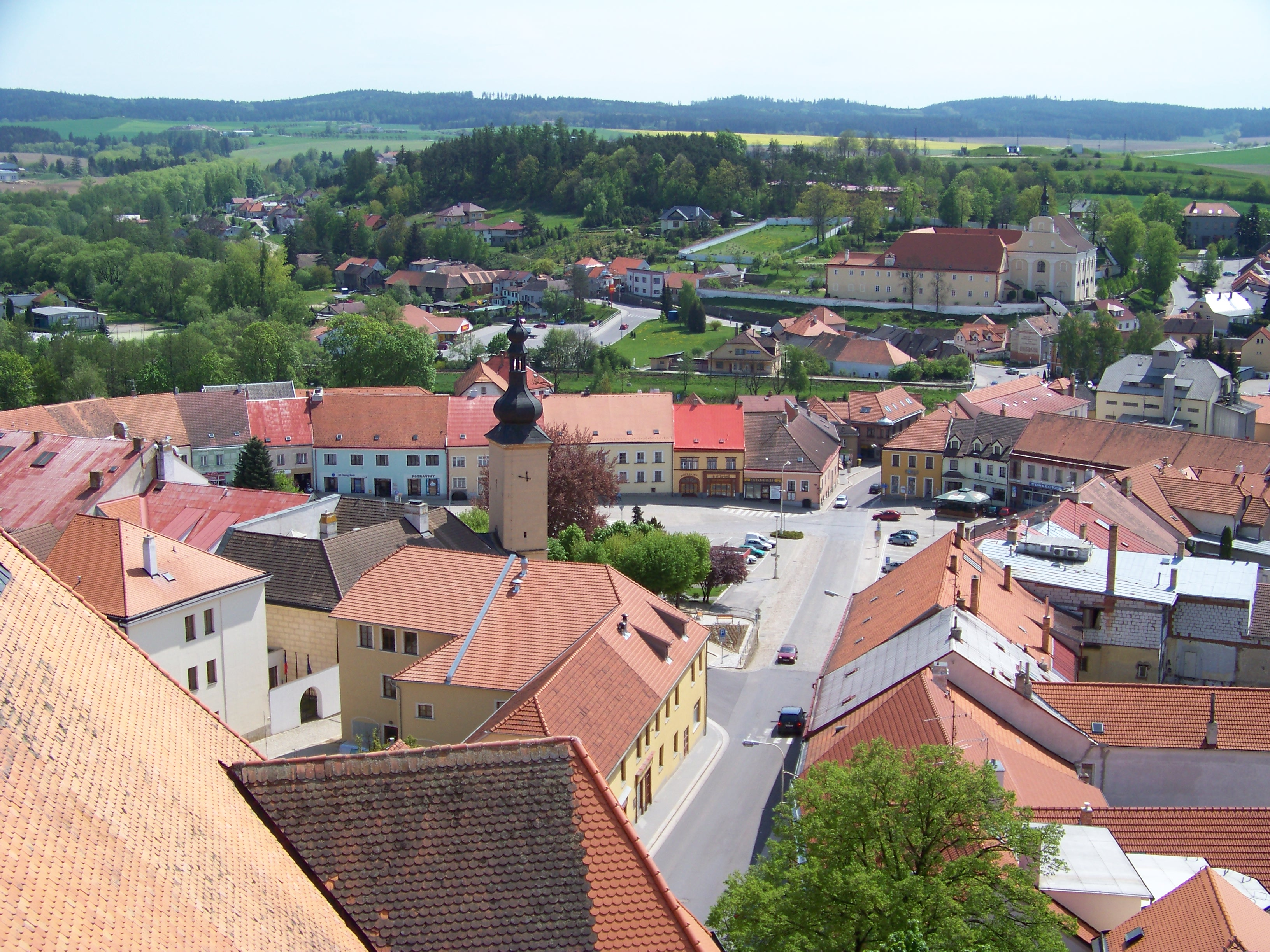
Dačice.
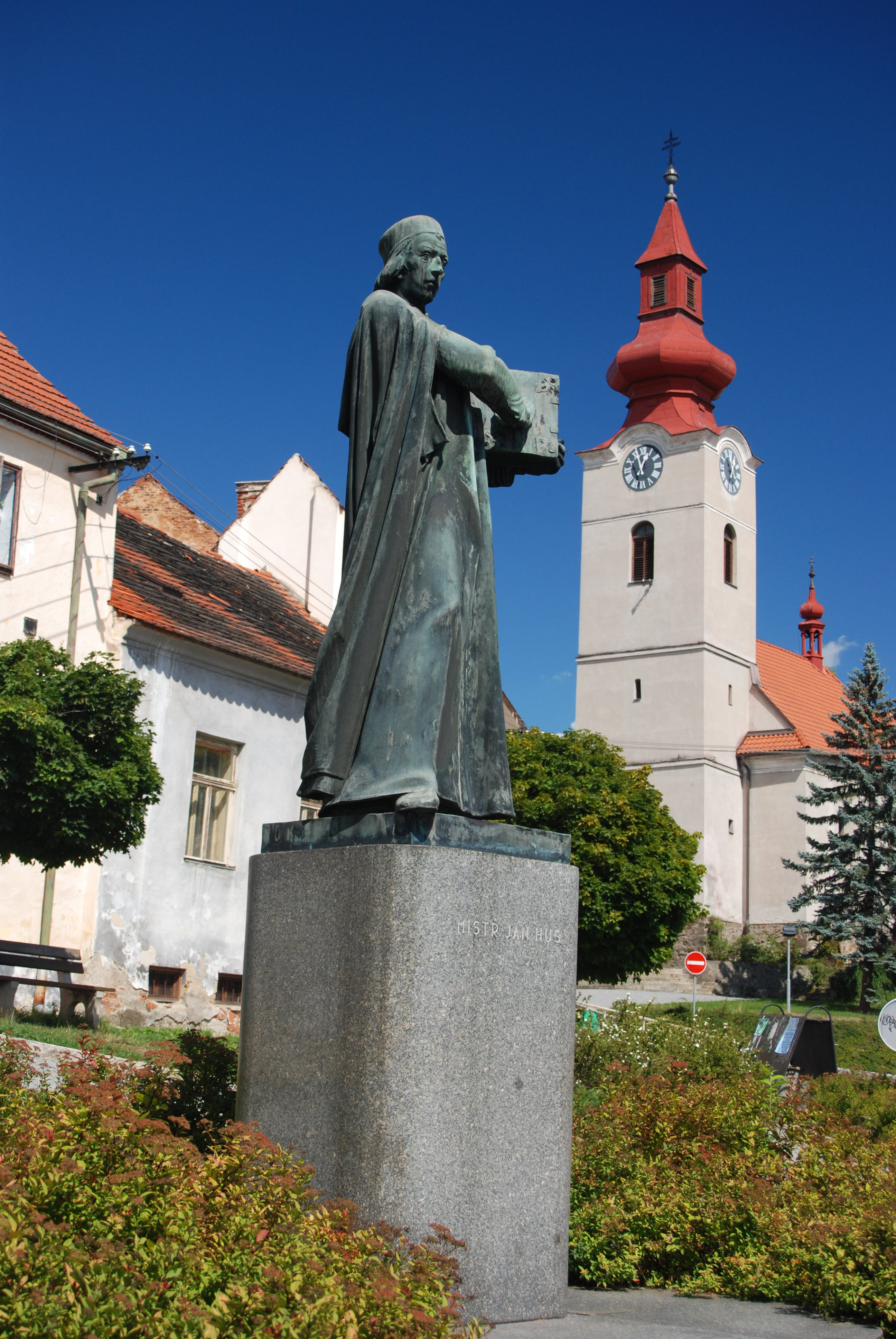
Jan Hus-monumentet i Husinec.
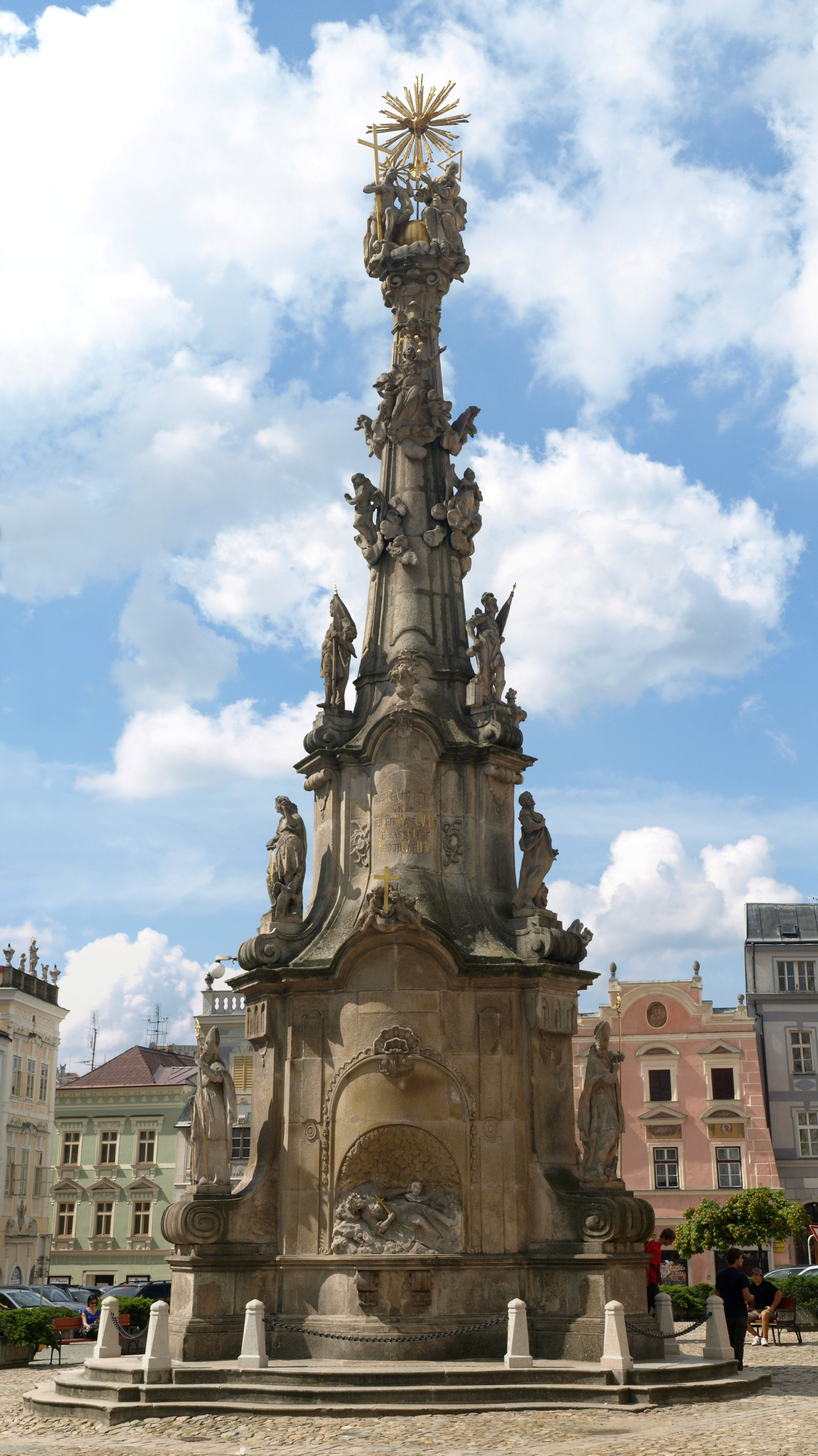
Heliga treenighets-statyn i Jindřichův Hradec.
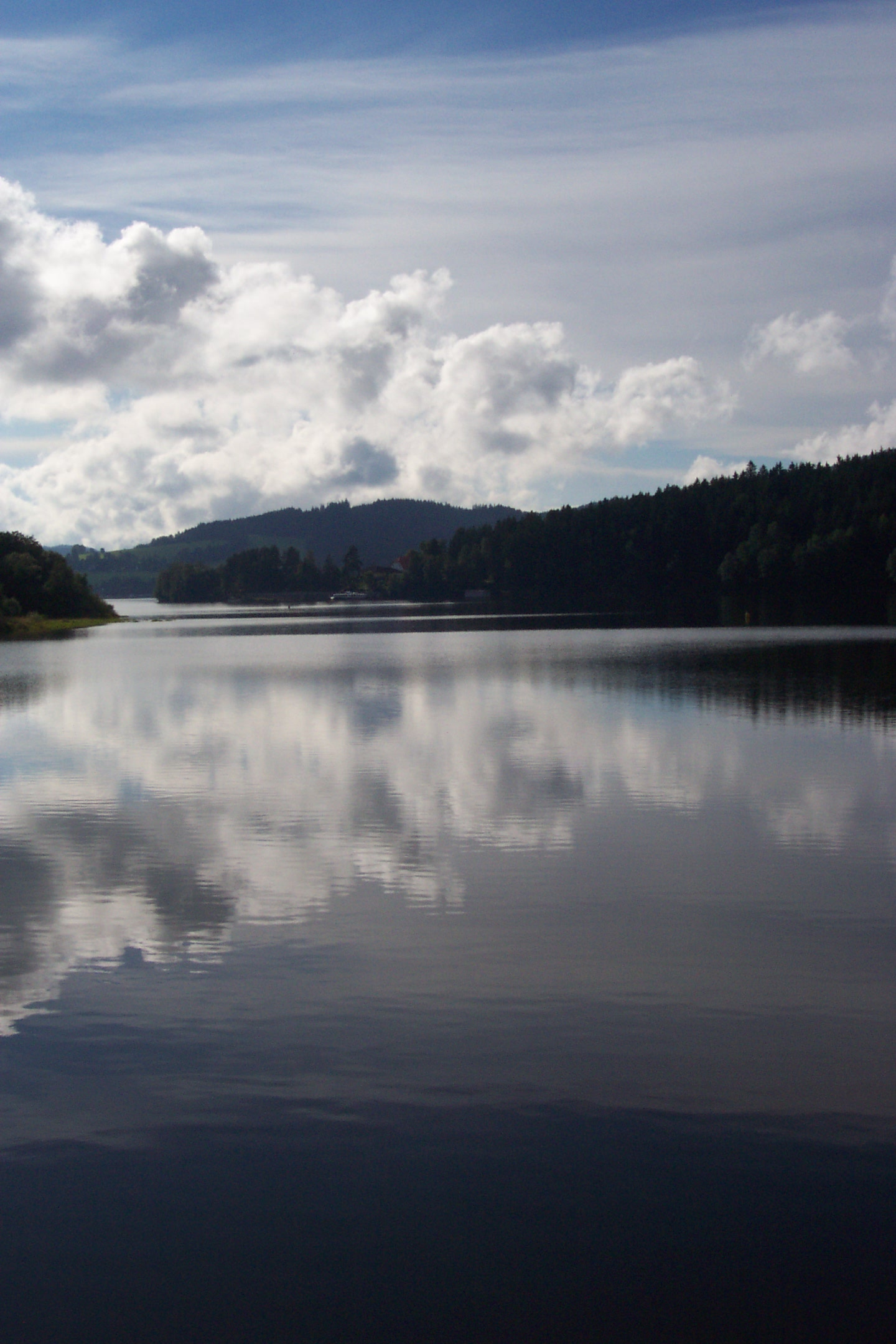
Dammen vid Lipno nad Vltavou.
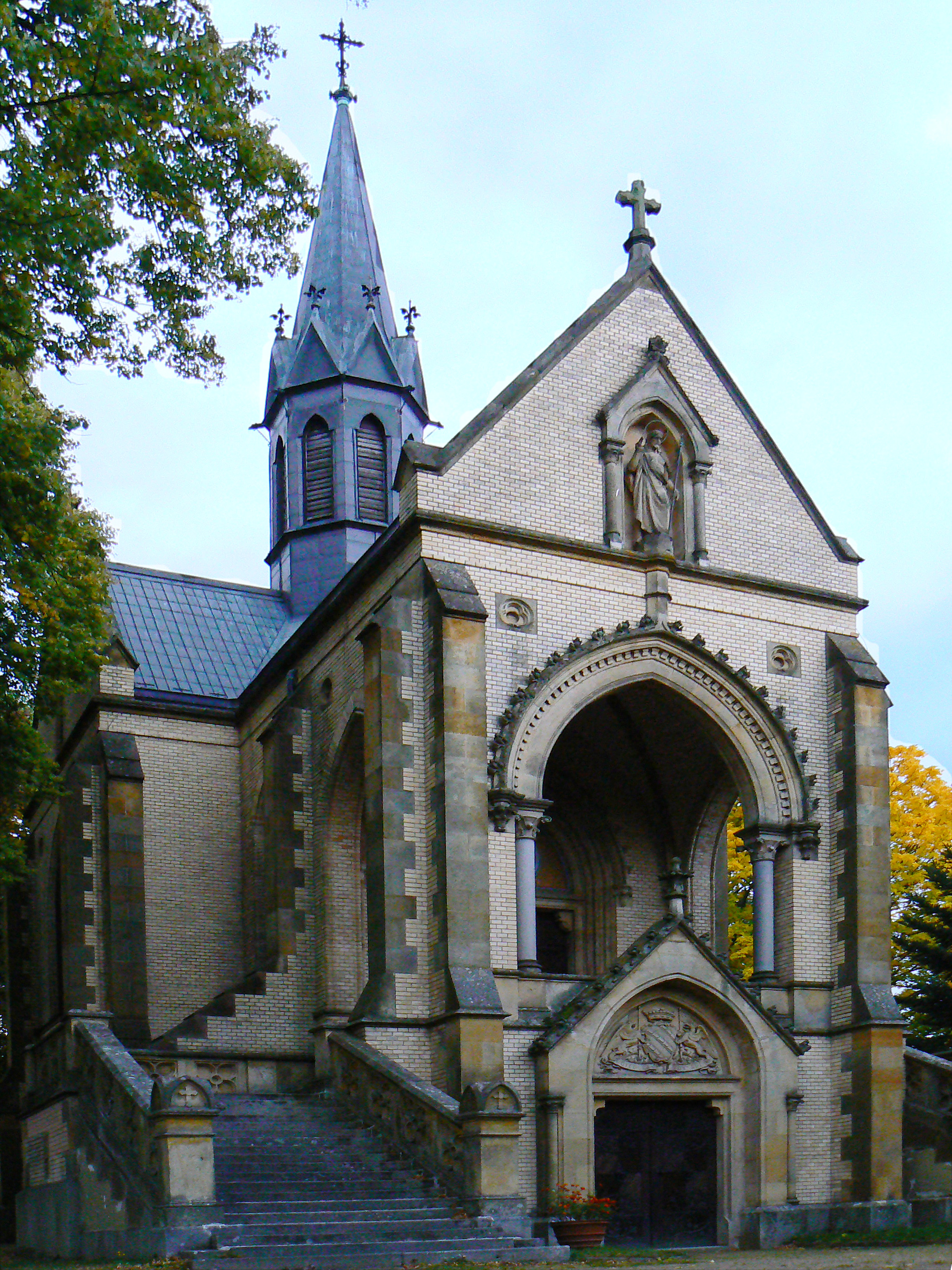
Buquoy tomb in the town of Nové Hrady.
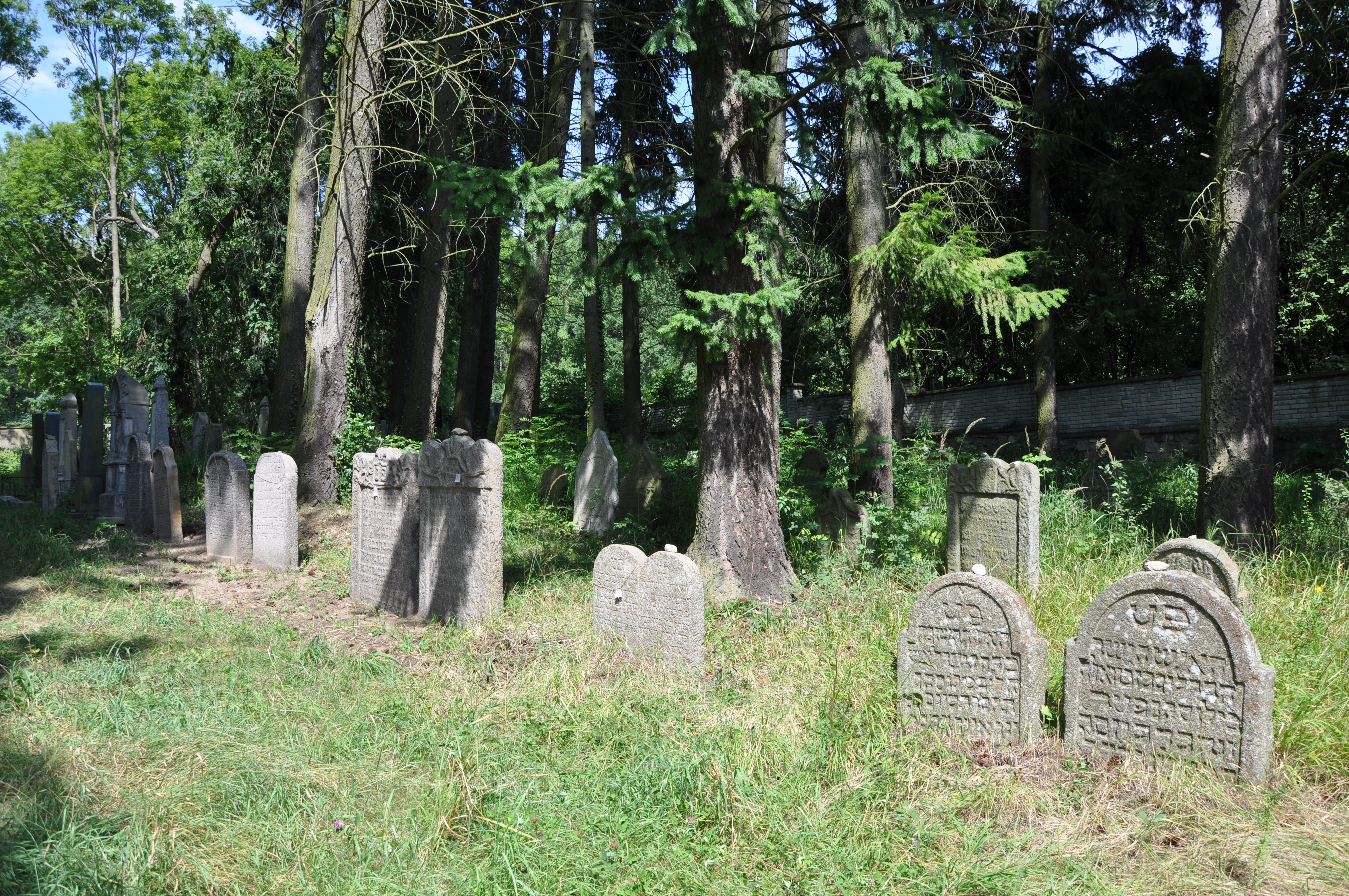
Judisk kyrkogård i Milevsko.
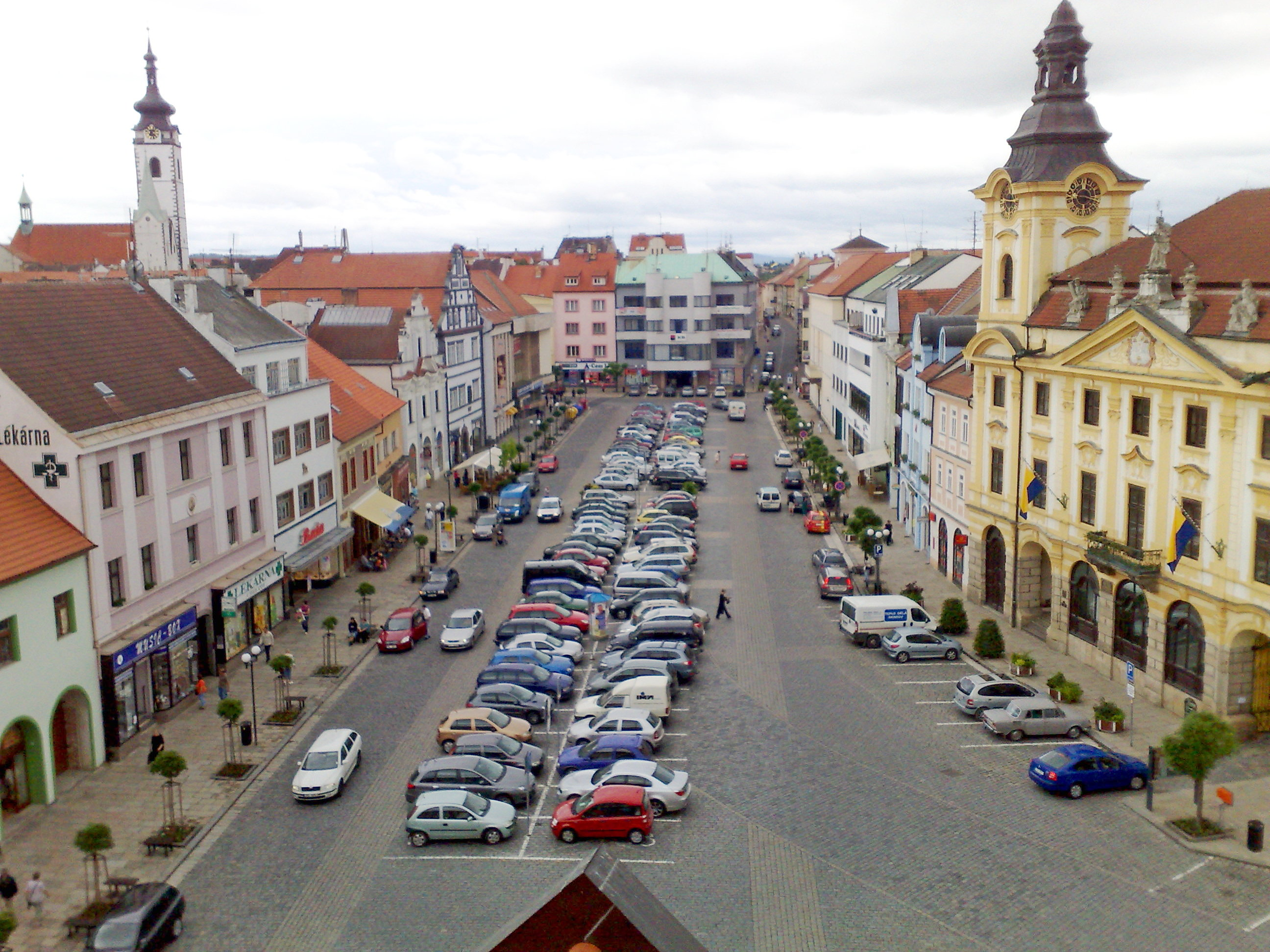
Velké-torget i Písek.
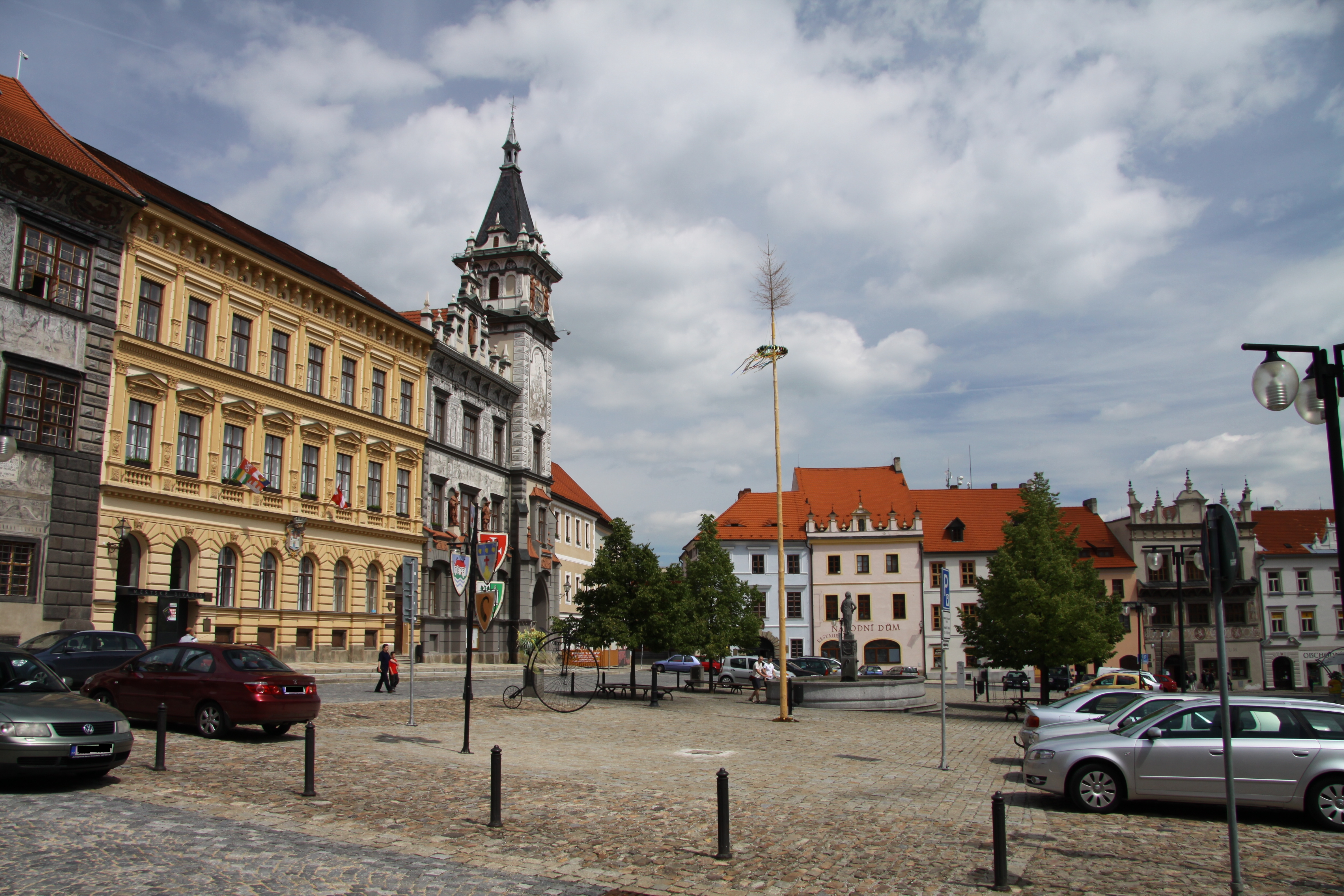
Prachatice.
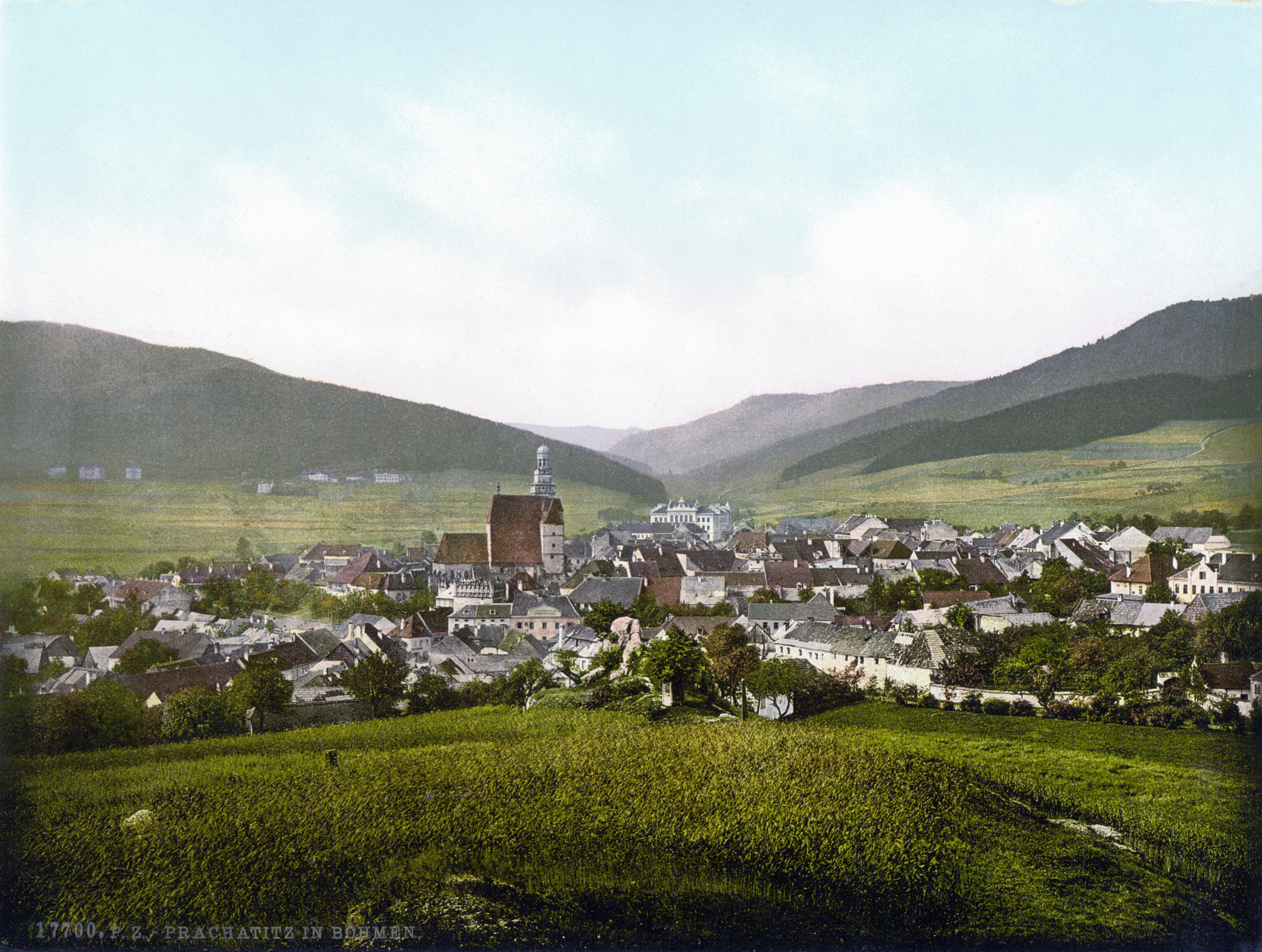
Gammalt fotografi från Prachatice (cirka 1900).
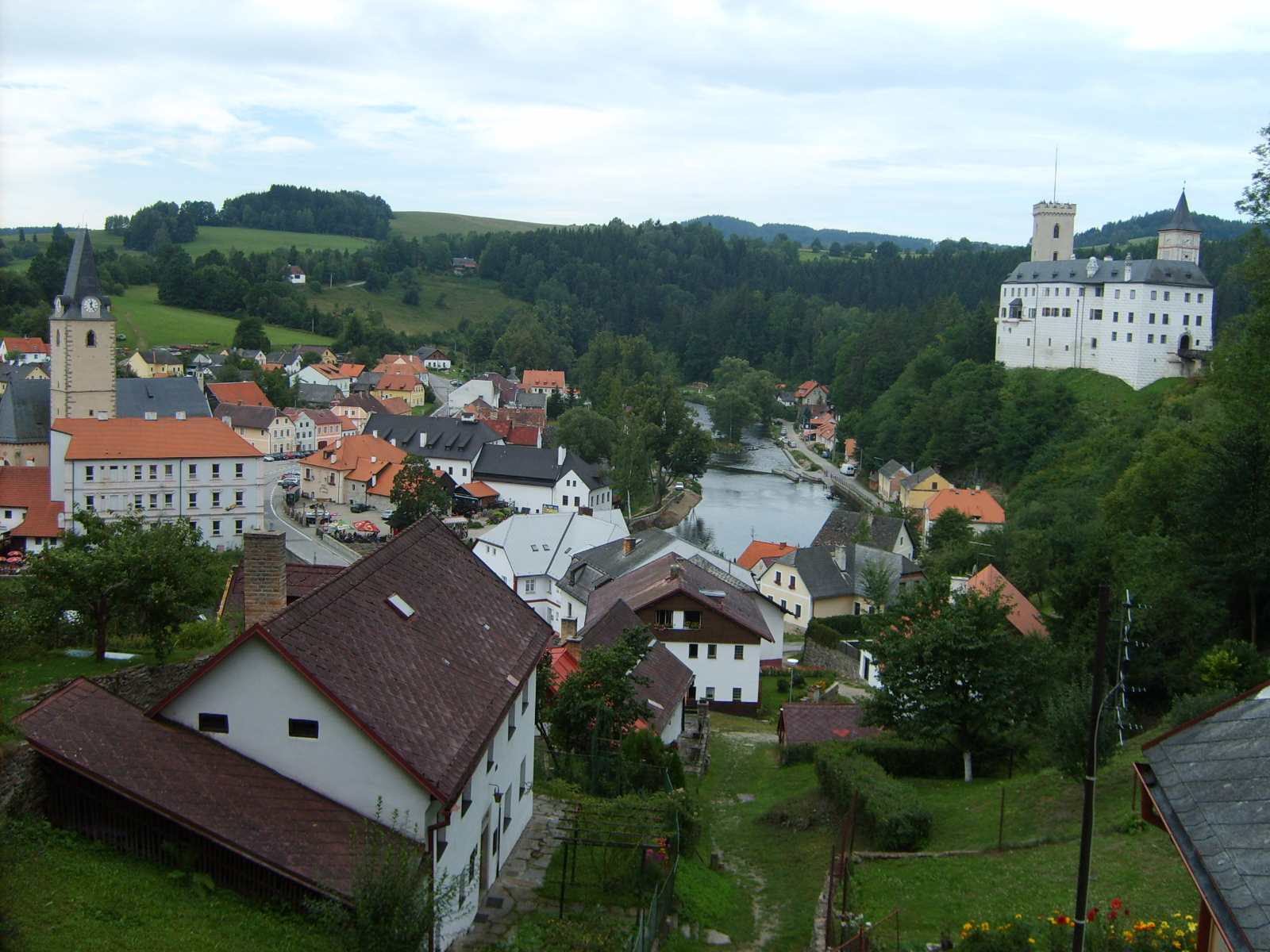
Rožmberk nad Vltavou.
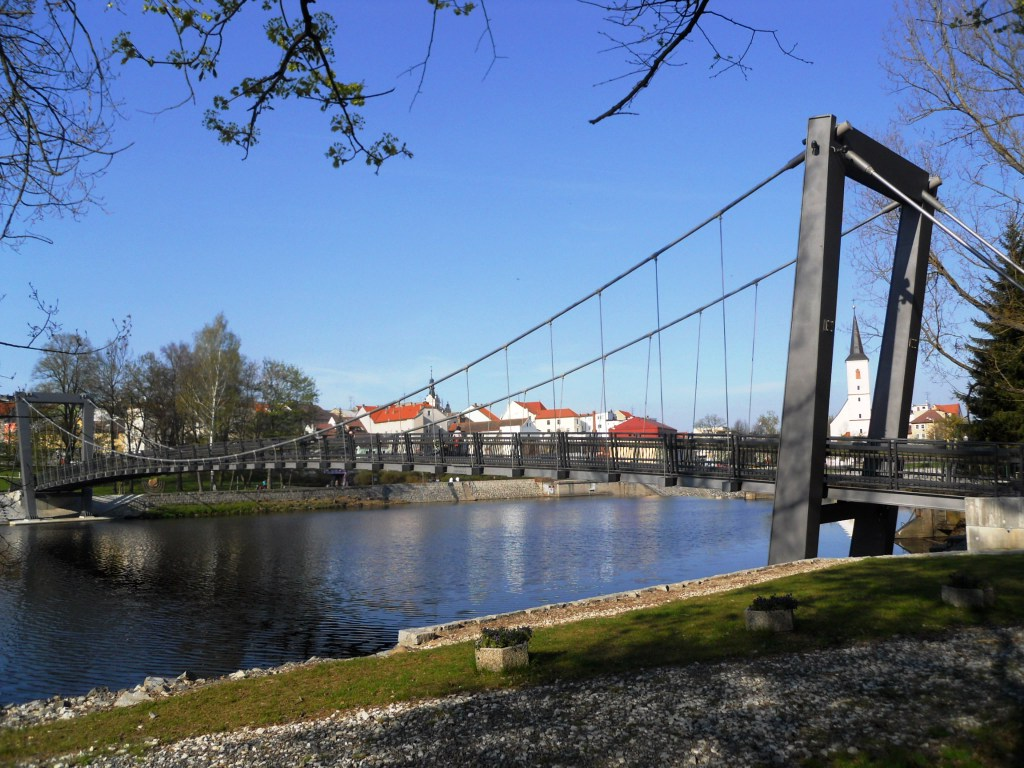
Gångbro i Strakonice.
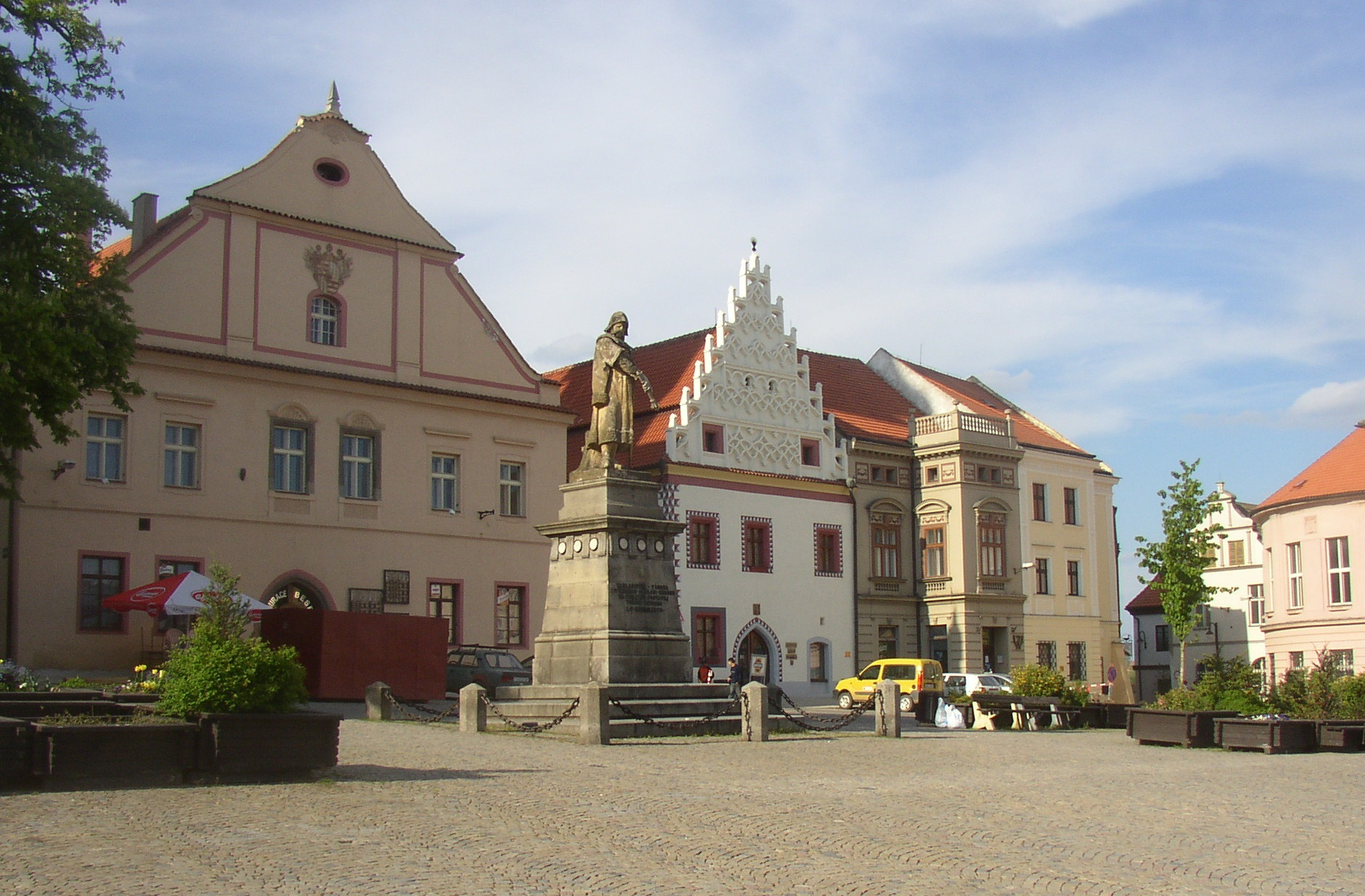
Minnesmärke över Jan Žižka vid  Žižka-torget i Tábor.
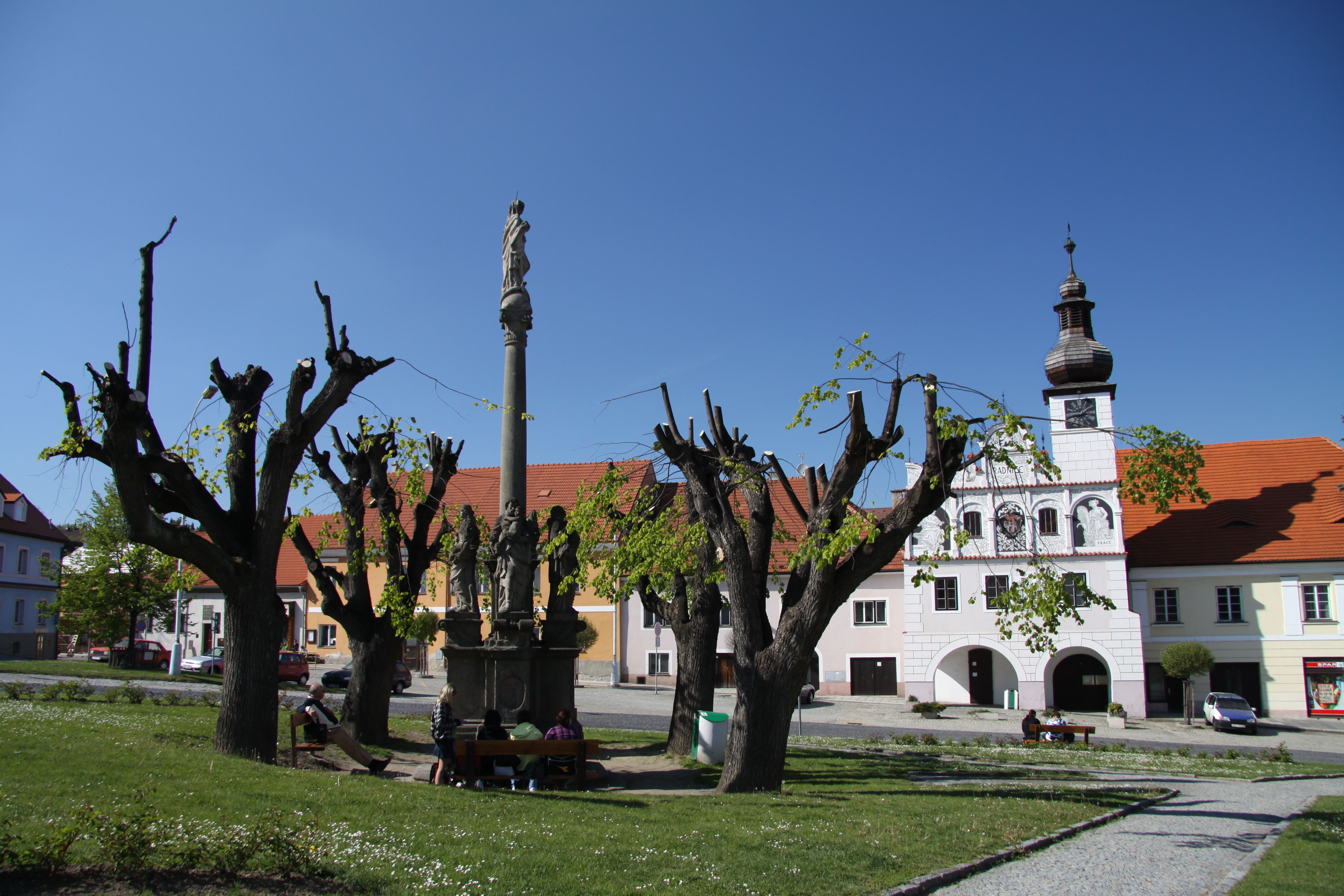
Statygrupp vid torget loch stadshuset i Volyně.